# Hanna-Maria Zippelius
Hanna-Maria Zippelius (19 mai 1922 - 19 août 1994), née à Detmold, est une éthologue allemande. Elle travaille pendant des décennies sur les bases innées de la capacité de communication des petits mammifères. Dans son travail très médiatisé et discuté (La théorie présomptueuse), elle publie en 1992 une description complète, l'analyse et la critique de la théorie de l'instinct de Konrad Lorenz et Nikolaas Tinbergen.

## Parcours professionnel
Après l'obtention d'un diplôme en 1940, Hanna-Maria Zippelius commence l'étude de la zoologie, la botanique et la chimie à Fribourg-en-Brisgau. En novembre 1941, elle se rend à Munich, où elle travaille, entre autres, avec Karl von Frisch sur l'orientation des chauves-souris au moyen de l'écholocation. De novembre 1943 jusqu'au 1er mai 1945, elle travaille comme assistante de recherche sous la direction de von Frisch travaillant à contrer la maladie qui ravage alors les colonies d'abeilles.
Elle obtient son  doctorat à Munich, le 24 mai 1944, réalisant une thèse sur la biologie de la reproduction de certains orthoptères. En septembre 1947, elle commence à étudier la médecine, d'abord à Marbourg puis, en 1948, à Bonn, dans le but de travailler aux frontières de la biologie et de la médecine.
Grâce à l'aide de bourses de recherche de la Fondation allemande pour la recherche, elle travaille dans les années 1950, à un programme prioritaire du gouvernement fédéral allemand sur "le comportement et la physiologie sensorielle", à la demande, entre autres, de Konrad Lorenz. Ce qui la conduit à une étroite collaboration avec Wolfgang Schleidt travaillant à l'Institut Max Planck de physiologie comportementale dans le domaine de l'orientation à l'aide d'ultrasons de diverses espèces de souris, du lérot et de la belette.
À partir d'octobre 1959, elle travaille comme professeur de biologie comportementale des mammifères à l'Institut de zoologie de l'Université de Giessen. Le 27 janvier 1965, elle reçoit son habilitation de l'Université de Giessen avec une étude portant sur "les moyens de communication chez certains petits mammifères, une contribution au problème du langage des animaux".
Elle travaille ensuite comme chargé de cours en sciences du comportement à l'Université de Bonn à partir du 1er avril 1966. Le 20 décembre 1967, elle devient professeur agrégé de zoologie. Elle prend sa retraite le 31 juillet 1987. 

## Critiques de la théorie de l'instinct

### Expérimentations avec le goéland argenté
C'est à l'été de 1980 que Zippelius entreprend des observations de terrain dans une colonie de goélands argentés de la mer du Nord pendant la saison de reproduction. Ces recherches de même que des expériences de laboratoire ultérieures avec des œufs de goélands argentés ne lui ont pas permis de retrouver les résultats de Tinbergen sur les stimuli "supra-normaux" voulant, dans ce cas-ci, qu'un goéland argenté adulte choisisse, de préférence, de couvrir un nid contenant des œufs plus gros que ceux de sa propre espèce.

### Expérimentations avec l'épinoche
De même, les expériences menées par Zippelius sur l'épinoche n'ont pas conduit aux mêmes résultats que ceux obtenus par Tinbergen à l'effet que la coloration rouge du ventre de l'épinoche mâle constitue un stimulus déclenchant une réaction d'attaque de la part d'un autre mâle. Plusieurs vérifications expérimentales dans les années 1990, ont signalé des causes beaucoup plus complexes de guerres intestines. Dans la foulée de la controverse, Irenäus Eibl-Eibesfeldt a rejeté la validité de ces travaux en suggérant que les expériences de Zippelius avaient échoué du fait que les épinoches mâles ne se trouvaient pas dans leur territoire familier mais dans un aquarium, donc dans un environnement qui leur est inconnu. « Nous ne pouvons pas répéter assez souvent combien il est important, tout d'abord d'apprendre à connaître les animaux avant d'expérimenter avec eux », a-t-il commenté. 
Eibl-Eibesfeldt précise toutefois que le comportement de combats de l'épinoche mâle est également déterminé par des facteurs environnementaux. D'autres études font valoir que la coloration rouge de l'épinoche mâle aide les femelles à identifier l'état de santé des mâles et agit comme un signal d’œstrus.
Le décès de Hanna-Maria Zippelius en 1994 met finalement fin au débat. Depuis, les éthologues travaillent surtout dans le cadre de l'écologie comportementale, la sociobiologie ou encore la physiologie sensorielle.